# Le Bourget – Aéroport (stanice metra v Paříži)
Le Bourget – Aéroport je provizorní název budoucí stanice na lince 17 pařížského metra nacházející se v obcích Le Blanc-Mesnil a Dugny. Zajistí dopravní obslužnost pro letiště Paris-Le Bourget a letecké a kosmické muzeum. Výstavba linky 17 byla ohlášena dne 14. února 2017.

## Funkce
Stanici navrhl Atelier Novembre. Projektové řízení bylo svěřeno skupině Sweco Belgium / Ingérop / AIA Ingénierie.
V říjnu 2018 získala stanice stavební povolení. Stanice vznikne jižně od promenády leteckého muzea na místě parkoviště. Stanice bude mít vstupní halu na úrovni terénu - čtvercovou budovu o rozměrech 28 m a 15 m na výšku.
Umělkyně palestinského původu Mona Hatoum nainstaluje dílo ve stanici ve spolupráci s architektem Jacquesem Pajotem. Jedná se o lehký závěsný glóbus, který využívá LED pro obrysy mapy světa.
Stanice bude na svých nástupištích také obsahovat fresku izraelské umělkyně Rutu Modan.

## Výstavba
Přípravné práce začaly na začátku roku 2018. Stavební práce (zdi budoucí stanice) začaly v létě 2019. Stavební práce byly zadány konsorciu evropských společností Avenir. Tuto skupinu tvoří firmy Demathieu Bard Construction, Impresa Pizzarotti & C.S.P.A., Implenia France SA, Implenia Suisse SA, Implenia Spezialtiefbau GmbH, BAM Contractors, GALERE, Wayss &amp; Freytag Ingenieurbau AG. Dokončení stanice metra je plánováno na rok 2026, kdy se stane dočasnou konečnou linky 17.